# ۲۲۹ (پیش از میلاد)
۲۲۹ (پیش از میلاد) ۲۲۹مین سال قبل از تقویم میلادی است.